# پیرعزیز (ترکیه)
پیرعزیز (به ترکی استانبولی: Piraziz) شهری است در کشور ترکیه که در استان گره‌سون واقع شده‌است. جمعیت این شهر بر اساس سرشماری سال ۲۰۰۸ میلادی ۷٬۴۸۳ نفر و بر اساس برآوردهای سال ۲۰۰۹ میلادی ۷٬۳۲۶ نفر می‌باشد. و در ناحیه دریای سیاه است.